# Baroness
Baroness is een Amerikaanse heavy metal band uit Savannah (Georgia), wiens oorspronkelijke leden samen opgroeiden in Lexington (Virginia).

## Bezetting
Huidige bezetting
- John Baizley  (leadzang, ritmegitaar, keyboards, percussie, 2003–heden)
- Nick Jost (basgitaar, achtergrondzang, 2013–heden)
- Sebastian Thomson (drums, 2013–heden)
- Gina Gleason (leadgitaar, achtergrondzang, 2017–present)

Voormalige leden
- Allen Blickle (drums, 2003–2013)
- Summer Welch (basgitaar, 2003–2012)
- Tim Loose (leadgitaar, 2003–2005)
- Brian Blickle (leadgitaar, 2006–2008)
- Peter Adams (leadgitaar, achtergrondzang, 2008–2017)
- Matt Maggioni (basgitaar, 2012–2013)

## Geschiedenis

### Vormende jaren (2003-2007)
Baroness werd medio 2003 opgericht door voormalige leden van de punk/metalband Johnny Welfare & the Paychecks. Zanger John Dyer Baizley maakt het artwork voor alle Baroness-albums en heeft artwork gedaan voor andere bands. Van 2004 tot 2007 nam Baroness de drie ep's First, Second en A Gray Sigh in a Flower Husk (ook bekend als Third) op en de derde was een splitalbum met Unpersons.

### Red Album(2007-2009)
Baroness begon in maart 2007 met het opnemen van hun eerste volledige album. Phillip Cope uit Kylesa bleef Baroness produceren op dit album. The Red Album werd uitgebracht op 4 september 2007 en werd positief onthaald. Het heavy metal tijdschrift Revolver noemde het album van het jaar. Op 1 december 2007 trad Baroness op in de Bowery Ballroom in New York. Op 20 september 2008 kondigde de band aan via MySpace, dat Brian Blickle afscheid zou nemen van de band, terwijl ook de nieuwe gitarist Peter Adams van de in Virginia gevestigde band Valkyrie zou worden geïntroduceerd. Gedurende 2007–2009 toerde Baroness en deelde het podium met vele bands waaronder Converge, The Red Chord, High on Fire, Opeth, Coheed and Cambria, Coliseum, Mastodon, Minsk en Clutch.

### Blue Record(2009-2011)
Op 18 mei 2009 ging Baroness de The Track Studio in Plano (Texas) in om hun tweede volledige album Blue Record op te nemen. Blue Record werd geproduceerd door John Congleton (The Roots, Explosions in the Sky, Black Mountain, The Polyphonic Spree). Het werd uitgebracht via Relapse Records op 13 oktober 2009. In februari en maart 2010 speelde Baroness op het Australian Soundwave Festival, naast bands als Clutch, Isis, Meshuggah, Janes Addiction en Faith No More en toerde in Japan in maart 2010 met Isis. Baroness toerde met vele andere prominente bands, zoals het ondersteunen van Mastodon tijdens hun Amerikaanse headliner tournee in april-mei 2010 en Deftones voor augustus-september 2010. Daarnaast werd Baroness geselecteerd als een van de twee voorprogramma’s (de andere is Lamb of God) voor Metallica tijdens hun tournee door Australië en Nieuw-Zeeland eind 2010. Baroness trad ook op in Coachella en Bonnaroo in 2010. Blue Record zou later in 2013 door LA Weekly worden uitgeroepen tot het 20e beste metalalbum in de geschiedenis.

### Yellow & Greenen busongeluk bij Bath, Engeland (2011-2012)
Op 23 mei 2011 lanceerde de band hun officiële website. De eerste inhoud die op de nieuwe pagina werd uitgebracht, gaf hints om te werken aan een nieuw album dat opnieuw door John Congleton werd geproduceerd. Op 14 mei 2012 werd de single Take My Bones Away van het nieuwe album via YouTube uitgebracht, samen met een albumadvertentie. Baroness heeft Yellow & Green op 17 juli 2012 uitgebracht via Relapse Records.
Op 15 augustus 2012 raakten negen passagiers gewond (twee ernstig) toen de in Duitsland geregistreerde touringcar van de band bij Bath van een viaduct viel. Hulpdiensten werden geroepen naar Brassknocker Hill in Monkton Combe, nadat de bus 9 meter van het viaduct was gevallen. Avon Fire and Rescue Service zei dat het incident gebeurde om 11:30 BST. Door hevige regen en verminderd zicht was het voor de luchtambulance niet mogelijk om te landen. Hulpdiensten zeiden dat twee mensen naar het Frenchay Hospital in Bristol werden vervoerd, terwijl zeven anderen naar het Royal United Hospital in Bath gingen. Als gevolg van de crash liep frontman John Baizley een gebroken linkerarm en een gebroken linkerbeen op. Allen Blickle en Matt Maggioni hadden beiden gebroken wervels. Peter Adams werd op 16 augustus 2012 behandeld en ontslagen uit het ziekenhuis.

### Herstel en bezettingswijzigingen (2013–2014)
Tijdens de daaropvolgende maanden van herstel begon Baroness opnieuw de tourneedata in te plannen. John Baizley voerde op 14, 15 en 16 maart 2013 een akoestisch optreden en kunsttentoonstelling uit in SXSW in Austin (Texas). Daarnaast maakte Baroness plannen om op te treden op festivals zoals Chaos in Tejas, Free Press Summer Festival en Heavy MTL in Montreal, Quebec. Op 25 maart 2013 werd via een verklaring op de officiële website van Baroness aangekondigd, dat zowel Allen Blickle (drums) als Matt Maggioni (basgitaar) Baroness hadden verlaten. Op 1 april 2013 werd de eerste etappe van de US Headlining Tour 2013 van Baroness aangekondigd, met het debuut van basgitarist Nick Jost en drummer Sebastian Thomson van Trans Am. Op 27 september 2013 begonnen ze aan hun Europese tournee in Tilburg, Nederland.

### Purple(2015–2017)
Op 28 augustus 2015, tegen het einde van een twee weken durende tournee in Europa, brachten ze het nummer Chlorine & Wine uit en kondigden aan dat hun nieuwe album Purple op 18 december 2015 zou verschijnen op hun eigen nieuw opgerichte label Abraxan Hymns. Purple werd opgenomen met Dave Fridmann in de Tarbox Road Studios in Cassadaga, New York. Op 24 september 2015 bracht Baroness de officiële videoclip uit voor Chlorine & Wine en kondigde een Noord-Amerikaanse tournee met kleine zalen aan voor de herfst van 2015. Op 15 november 2015 bracht de band de eerste officiële single Shock Me uit van het aanstaande album Purple, dat debuteerde op BBC Radio 1's Rock Show met Daniel P. Carter. Purple's nummer Shock Me werd genomineerd voor de Grammy Award voor beste metalprestaties tijdens de Grammy Awards 2017.

### Gold & Grey(2017-heden)
Op 26 april 2017 verklaarde John Baizley in een interview in Teamrock dat ze begonnen waren met het schrijven van materiaal voor hun vijfde studioalbum. Op 1 juni 2017 werd aangekondigd dat Peter Adams de band in der minne verliet om zijn energie thuis en niet op de weg te concentreren. Gina Gleason werd aangekondigd als zijn vervanger.
Op 9 maart 2019 begon de band met het porren van de publicatie van het nieuwe album Gold & Gray. Drie dagen later, op 12 maart, brachten ze de albumhoezen uit op hun socialemedia-accounts. Gold & Gray werd vrijgegeven voor overweldigend positieve recensies en behaalde een score van 91 op Metacritic met 14 beoordelingen. Critici prezen de artisticiteit van het album, de instrumentale muzikaliteit en het gebruik van vocale harmonieën, evenals de stilistische breedte die voortbouwt op elementen uit eerdere werken van de band en tegelijkertijd nieuwe stilistische elementen bevatte.

## Discografie
- 2007: Red Album
- 2009: Blue Record
- 2012: Yellow & Green
- 2015: Purple
- 2019: Gold & Grey
- 2023: STONE